# Benedetto Viale Prelà
Benedetto Viale Prelà (* 25. Jänner 1796 in Bastia; † 27. März 1874 in Rom) war ein italienischer Mediziner.

## Biografie

### Familiäre Herkunft und Medizinstudium
Benedetto Viale wurde am 25. Januar 1796 in Bastia, Korsika, geboren. Sohn von Paolo Agostino und Bruder von Salvatore (1787, Schriftsteller und Richter) und Michele (1799, Kardinal und Erzbischof von Bologna). Er wurde von seinem Onkel mütterlicherseits, Tommaso Prelà (Leibarzt von Papst Pius VII.), ermutigt Medizin zu studieren und ging dazu als junger Mann nach Rom. Seine ersten Tätigkeiten als Arzt nahm er im Santo Spirito in Sassia auf. 1817 entkam er während einer dort grassierenden Typhusepidemie nur knapp dem Tod. Aufgrund seiner Eigenschaften („das Erwachen seines Genies, der Festigkeit seines Charakters und die Erlesenheit seiner Ausbildung“) wurde er zunächst Schüler und dann „Klinikassistent“ von Giuseppe De Matthaeis.

### Medizinische und Universitätskarriere
De Matthaeis schlug seinen Assistenten als Primar der Krankenhäuser vor. De Matthaeis wollte auch, dass er zuerst sein Stellvertreter und dann 1852 sein Nachfolger auf dem Lehrstuhl der Medizinischen Klinik der damaligen Päpstlichen Universität von La Sapienza wurde. Er führte die klinische Pathologie für die Diagnose innerer Erkrankungen im Unterricht und der medizinischen Praxis ein. Der bekannte Arzt und Politiker Guido Baccelli war sein Schüler und Nachfolger. Er wurde Mitglied der Medizinischen und Chirurgischen Hochschule Roms und der Sonderkongregation für Gesundheit. Viale Prelà wurde später zum Archiater von Papst Pius IX. und zum Direktor der römischen Nervenheilanstalt von Santa Maria della Pietà ernannt, wo er „alle Anstrengungen unternahm, um das Schicksal dieser armseligen Menschen zu verbessern“, die dort eingesperrt wurden.

### Wissenschaftliche Interessen und Rolle in der Päpstlichen Akademie Nuovi Lincei
Neben der Medizin beschäftige sich Viale Prelà lange Zeit mit der Chemie, die zu dieser Zeit eine außergewöhnliche Blüte erlebte. Er forschte in der Biologie (über das Vorhandensein von Eisen im Urin und Schweiß), in der Hydrologie (Erforschung von Jod im Mineralwasser) und sogar in der Archäologie (Erforschung der etruskischen Gräber des antiken Volsinii). Dank dieser zahlreichen und vielfältigen wissenschaftlichen Verdienste wurde Viale Prelà 1847 zum Ehrenmitglied der gerade von Piux IX. gegründeten Päpstlichen Akademie der Wissenschaften ernannt. Er wurde 1854 ordentliches Mitglied und war auch für drei Amtszeiten, von 1867 bis 1873, dessen Präsident.

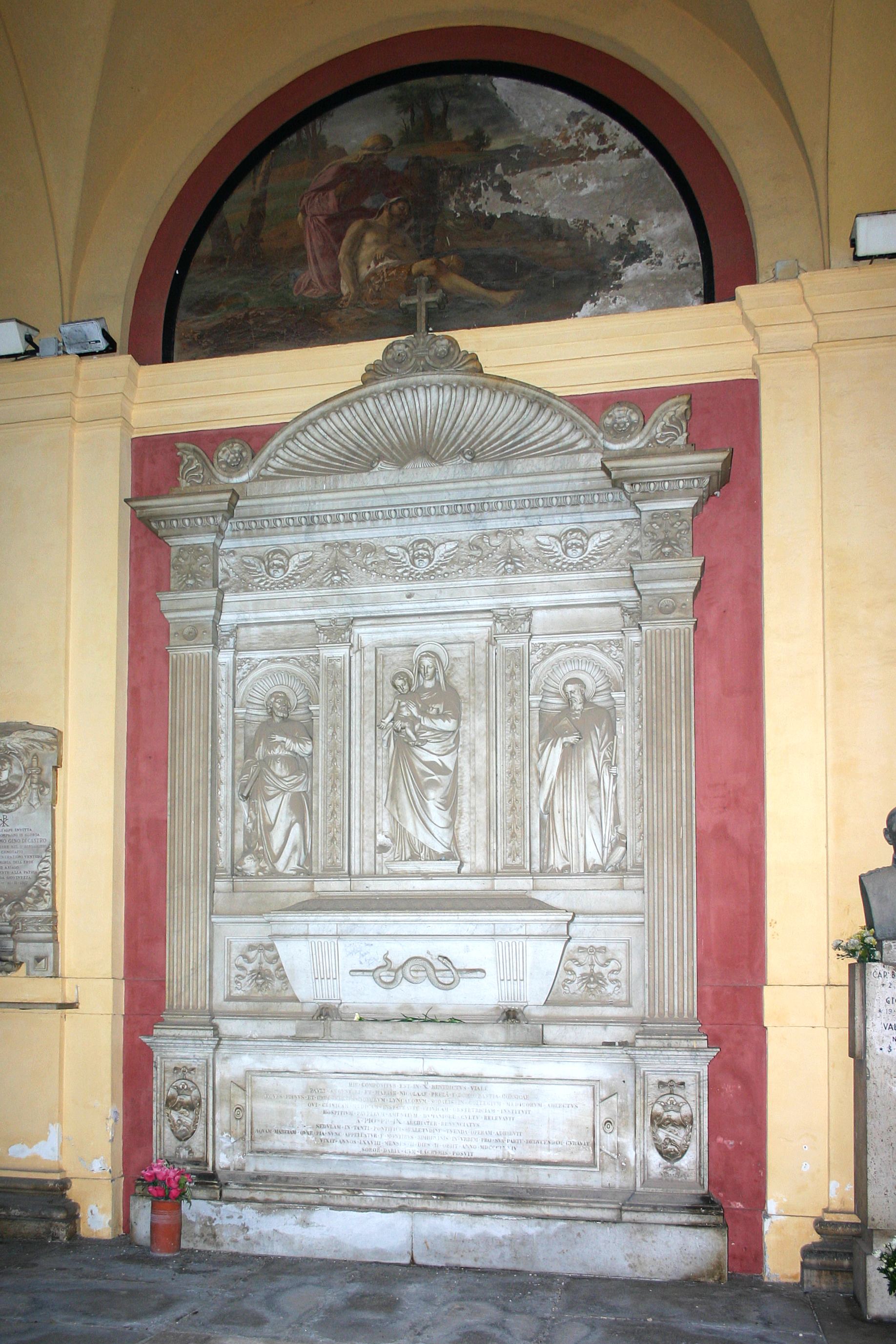
Grab von Benedetto Viale Prelà auf dem Friedhof von Verano in Rom

Benedetto Viale Prelà starb am 27. März 1874 in Rom aufgrund eines schweren Lungenemphysems, dass von einer Lungenentzündung ausgelöst wurde. Er wurde in einem monumentalen Grab begraben, das sich noch immer auf der Nordseite des Quadriportico des Friedhofs von Verano in Rom befindet.

### Andenken
Eine Inschrift an der Wand des Krankenhauses San Giacomo degli Incurabili in Rom, dessen Hauptarzt er war, erinnert an die Wohltätigkeit von 6.500 Lire zugunsten der Armen.

## Wichtigste Schriften
- Sull’ammoniaca nella respirazione (Über Ammoniak in der Atmung) (1852)
- Praelectiones clinicarum (1854)
- Del ferro nelle urine normali, e nel sudore (Eisen im normalen Urin und Schweiß) (1854)
- Nuove modificazioni al metodo di Gaultier per disvelare lo iodo dalle sue combinazioni (Neue modifizierte Gaultier-Methode zum Lösen von Jod aus seinen Kombinationen) (1855)
- Sulla natura degli aromi nelle piante (Über die Natur der Aromen in Pflanzen) (1855)
- L’ammoniaca nella respirazione (Das Ammoniak in der Atmung) (1855)
- Sulle acque albule presso Tivoli: analisi chimica (Das Albulawasser in Tivoli: Chemische Analyse) (Gemeinsam mit Vincenzo Latini) (1857)
- Rapporto intorno ad alcuni nuovi metodi per estrarre l’alcool, e fabbricare il vino (Bericht über einige neue Methoden zur Gewinnung von Alkohol und zur Weinherstellung) (1857)
- Sul belletto trovato nelle tombe etrusche dell’antico Vulsinio (Über den in den etruskischen Gräber des antiken Vulsinio gefundenen Lack) (1858)
- Rapporto statistico del Manicomio di S.Maria della Pietà di Roma per gli anni 1861 e 1862 (Statistischer Bericht über die Manicomio di S.Maria della Pietà in Rom für die Jahre 1861 und 1862) (1864)
- Sulla causa del diluvio universale. Memoria (Über die Ursachen der Sintflut. Gedanken) (1873)[6]